# Monument du Groupe Lorraine 42 (GL42)
Le monument du Groupe Lorraine 42 est un monument aux morts érigé à Vigneulles (Meurthe-et-Moselle) en hommage aux résistants de la région Lorraine pendant la Seconde Guerre mondiale. Il est l'œuvre de Jean Villemin.

## Création
Le monument du Groupe Lorraine 42 a fait l'objet d'une commande publique favorisée par le ministère de la Culture et les collectivités locales. Jean Villemin, lauréat de plusieurs concours de sculpture, a réalisé le monument où sont inscrits le nom des 93 résistants tués au combat, fusillés ou décédés lors de leur déportation.

## Monument à la Résistance lorraine
En commandant cette œuvre, Vigneulles veut montrer l'importance de la résistance dans la région.
Le Groupe Lorraine 42 est un groupe issu de résistants vigneullais Groupe d'Estiennes d'Orves,.

## Description
Le monument est composé :
- d'une table où sont gravés les noms des 93 morts pour la résistance du Groupe Lorraine 42 ;
- du centre, cône de cristal enfoui sous le niveau du sol au fond d'un cylindre d'acier, protégé par une dalle de verre et fermé par un couvercle en bronze. Il permet l'allumage de la flamme lors de cérémonies ;
- l'observatoire, en acier, symbolisant la vision et le destin commun des résistants.